# Fissidens integerrimus
Fissidens integerrimus är en bladmossart som beskrevs av Mitten in J. D. Hooker 1859. Fissidens integerrimus ingår i släktet fickmossor, och familjen Fissidentaceae. Inga underarter finns listade i Catalogue of Life.